# Горный (Архангельский район)
Го́рный (баш. Горный) — деревня в Арх-Латышском сельсовете Архангельского района Республики Башкортостан России.
С 2005 современный статус.

## Географическое положение
Расстояние до:
- районного центра (Архангельское): 11 км,
- центра сельсовета (Максим Горький): 4 км,
- ближайшей железнодорожной станции (Приуралье): 17 км.

## История
Одно из латышских поселений Архангельского района. 
Историк сел и деревень Башкортостана  А.3. Асфандияров  писал: 
«Сегодняшние латышские деревни и поселки Горный, Победа, Красная Горка, Устье-Бассы возникли на местах тех же хуторов, основанных в конце XIX в.».
Статус деревня, сельского населённого пункта, посёлок получил согласно Закону Республики Башкортостан от 20 июля 2005 года N 211-з «О внесении изменений в административно-территориальное устройство Республики Башкортостан в связи с образованием, объединением, упразднением и изменением статуса населенных пунктов, переносом административных центров», ст.1:

6. Изменить статус следующих населенных пунктов, установив тип поселения — деревня:

3) в Архангельском районе:…

г) поселка Горный Арх-Латышского сельсовета

## Население
| 2002 | 2009 | 2010 |
| ---- | ---- | ---- |
| 196  | ↘192 | ↘165 |

Национальный состав
Согласно переписи 2002 года, преобладающие национальности — русские (29 %), башкиры (59 %).
По данным на 1969 г. основное население посёлка составляли русские и латыши.